# Xochiquetzal

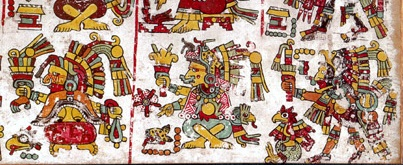
Xochiquétzal i Quetzalcoatl descrits en el Còdex Nuttall.

Xochiquétzal o Xochiquetzalli (en náhuatl: Xōchiquetzalli, flor preciosa o flor hermosa xṓchitl, flor; quétzalli, bonic o preciós), també anomenada Ichpōchtli (en náhuatl: Ichpōchtli, Chica, joveneta o noia) en la mitologia mexica és la deessa de la bellesa, les flors, l'amor, el plaer amorós, i les arts. És una de les dues deesses relacionada amb la fertilitat de la natura i la bellesa, potser per això es el representa com a mare de Centéotl o Cinteotl. Xochiquétzal, "flor preciosa", va néixer dels cabells de la deessa mare. És una de les dues deesses relacionada amb la fertilitat de la natura i la bellesa, potser per això se li representa com a mare de Centéotl o Cinteotl.
Els clavells astecas estan consagrats a ella. Se solia invocar a Xochiquétzal per obtenir bellesa, sensualitat, per a poder sobreviure en cas de perill, per a fer treballs manuals, aconseguir la fertilitat, el part, bona collita, la dansa, la música, el cant, la recuperació després d'un desastre, la herbolària, la llibertat sexual, per parlar d'amor, aconseguir un bon teixit, plaer sexual, erotisme, i aconseguir matrimonis estables. Plomes, margarides i petites rajoles amb la seva imatge eren la millor ofrena per Xochiquétzal. És germana bessona de Xochipilli. El seu primer marit va ser Tláloc, tot i que també va estar casada amb Ixotecuhtli el déu de la llibertat, amb Piltzintecuhtli i amb Centéotl. Xochiquétzal també va ser amant de Tezcatlipoca.

## Mite
En els mites de creació s'esmenta que va ser dona de Piltzintecuthli, fill de la primera parella d'homes: Cipactónal i Oxomoco. Amb Piltzintecuhtli va tenir un fill, Cinteotl, déu del blat de moro, i en altres mites s'explica que també van engendrar a Nanahuatzin, qui es sacrificaria en el fogó diví per convertir-se en el Cinquè Sol, ja Xochipilli, déu de les flors i també conegut com a déu de l'amor. Va tenir diversos consorts i amants. Primer habitava en Tamoanchan, "turó de la serp", un dels paradisos situat al primer cel, el Tlalocan, el qual es localitzava en el cim del Turó de la Malinche. Aquesta estada era una regió plena de delits i passatemps agradables a on hi havia fonts, rius, boscatges i llocs de recreació. En aquest lloc hi havia un arbre florit, i el que aconseguia a agafar una de les seves flors o era tocat per alguna d'elles seria feliç i fidel enamorat. Xochiquétzal era atesa per altres deesses i estava acompanyada i guardada per molta gent, de tal manera que cap home la podia veure. Els que la cuidaven eren nans, geperuts, pallassos i bufons, que la divertien amb música i balls, i que també exercien l'ofici d'ambaixadors quan manava missatges als déus que ella tenia cura.
Ella viu en el novè cel, la regió del vent d'obsidiana itzeechecayan i és una deessa dual, és a dir, tant solar com lunar. El seu caràcter lunar es veu en el còdex Borgia, on alguna vegada se li iguala amb Tlazoltéotl. S'esmenta que passava part del seu temps a la Vall de Huejúcar, lloc prodigiós on va ajudar a les teixidores a crear un regal enviat pels déus al món a través d'elles, el seu caràcter solar es veu en la seva representació com papallona i la seva vestimenta el yacapapálotl o teocuitlayacapapálotl.

## Representació
Se'l pot considerar l'encarnació mateixa de la feminitat, principalment de la feminitat jove i és per això el numen protector del tracte carnal. Xochiquetzalli era la protectora i inspiradora dels artistes, teixidores, soldaderes, dels orfebres i pintors, de les prostitutes (anomenades aiuanime) i l'advocada de les embarassades. També és patrona de les tasques domèstiques.
La major part dels textos nahues que parlen de la deessa mare, ens la presenten com una deessa anciana; Tonantzin és la senyora vella Ilamatecuhtli, però hi ha una versió jove de la deessa mare.

## Mites on apareix
- El mite de Yappan
- L'origen de les flors
- La Llegenda de deshilado, Vall de Huejúcar